# I Believe in Father Christmas (1995)
I Believe in Father Christmas è un EP-compilation del gruppo musicale inglese Emerson, Lake & Palmer, pubblicato dalla Rhino Records (catalogo R2 72242) nel 1995. Il titolo coincide col 20º anniversario dell'omonimo brano, scritto da Greg Lake e Peter Sinfield.

## Tracce
Testi di Peter Sinfield (1, 4), musiche di Greg Lake (1, 3, 4), Sergej Prokof'ev (1, 2, 4) e Fowley-Čajkovskij (5); edizioni musicali Manticore Music, eccetto dove indicato.
1. Greg Lake – I Believe in Father Christmas (1ª versione[3], incisa su 45 giri) – 3:32
2. Keith Emerson – Troïka (dalla suite Il tenente Kiže) – 4:19 (edizioni musicali Emersongs) – Prodotto da Will Alexander
3. Greg Lake – Humbug – 2:26
4. Emerson, Lake & Palmer – I Believe in Father Christmas (versione reincisa su Works Volume 2) – 3:18
5. Emerson, Lake & Palmer – Nutrocker[4] – 3:49 (edizioni musicali Ardmore & Beachwood)

## Formazione
- Keith Emerson – tastiere
- Greg Lake – basso, chitarra[5], voce[5]
- Carl Palmer – batteria, percussioni